# Istituto Gramsci Torino

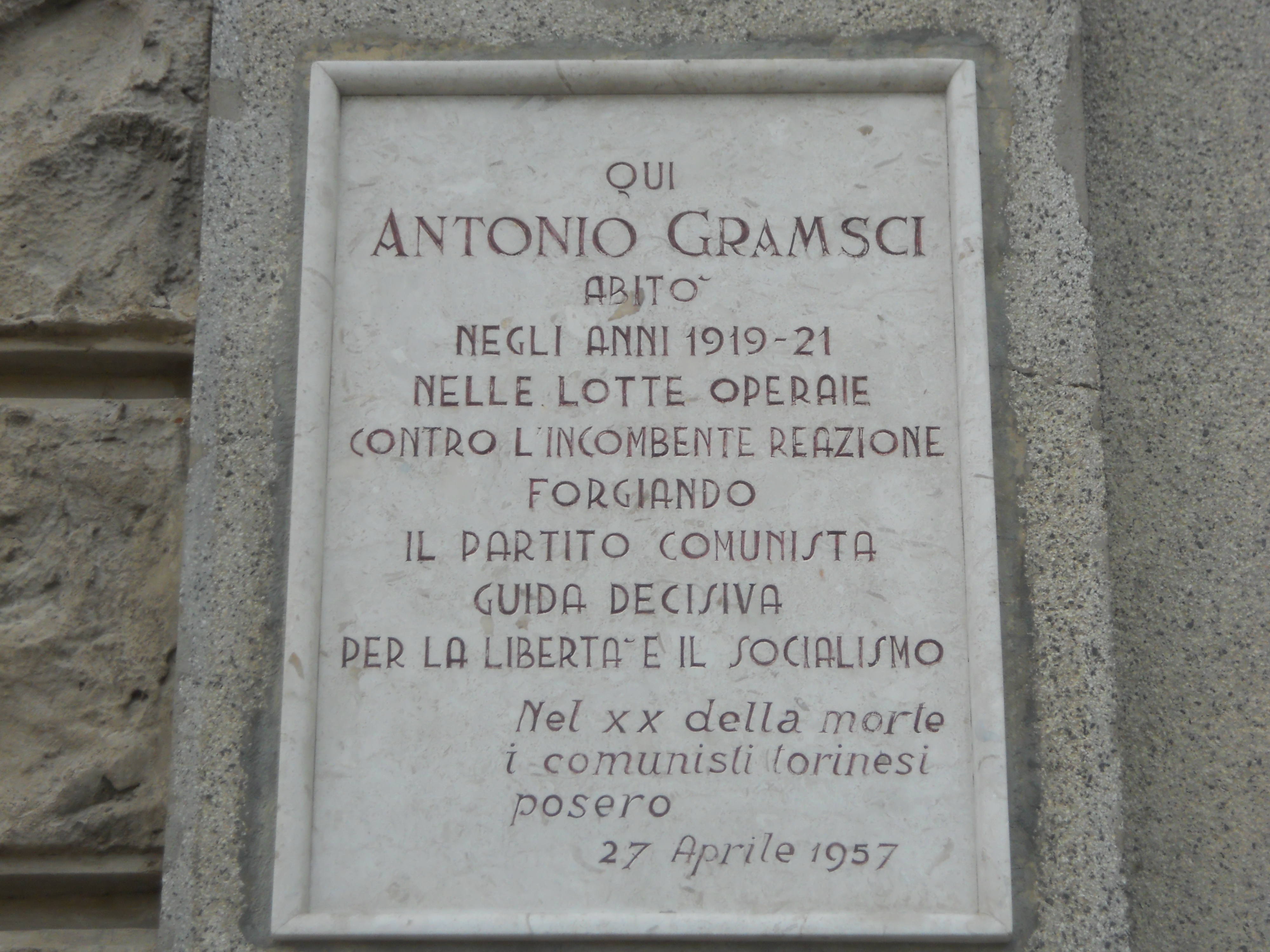
Targa dedicata ad Antonio Gramsci sulla facciata dell'ex-Albergo delle Virtù di Torino

La Fondazione Istituto Piemontese Antonio Gramsci (dal 1974 al 1988 Istituto piemontese di scienze economiche e sociali Antonio Gramsci) è un'associazione onlus fondata a Torino nel 1974 da un comitato promotore . È Onlus dal 1998.
La Fondazione  promuove e coordina attività di ricerca in proprio sui problemi e sulla storia della società contemporanea, realizzata attraverso gruppi di studio, corsi di aggiornamento per docenti, seminari, rivolti ad esperti, e conferenze e convegni rivolti alla cittadinanza. Accompagna questa attività culturale, documentata e fruibile dal pubblico, il settore che fa capo a servizi di conservazione delle fonti archivistiche e documentarie, riguardanti la storia del movimento operaio e di altri movimenti sociali, dei partiti politici e in particolare del PCI torinese nel suo sviluppo storico, di alcune imprese e, in generale, della società industriale piemontese.
La biblioteca è specializzata in Scienze politiche, in Relazioni industriali, nella Storia dell’Italia dall’epoca fascista, nella situazione economico-sociale del Piemonte e di Torino e nella Storia del movimento operaio e delle sue organizzazioni sindacali. Oltre a volumi a stampa, conserva atti di convegni e pubblicazioni fuori commercio di fonte partitica, sindacale, imprenditoriale e privata, nonché tutte le opere di Antonio Gramsci ed una cospicua raccolta di studi sul medesimo. Sono presenti attualmente circa 55.000 volumi, 6.000 opuscoli e oltre 2.200 periodici, in corso e cessati. Presso l'istituto sono ospitati anche i fondi archivistici del musicista e compositore Ezio Bosso e dell’Associazione Arturo Toscanini . Dall'autunno 1996 la biblioteca opera in SBN. I servizi svolti hanno carattere pubblico e non riservato .
L'attuale presidente è Giovanni Vaccarino, mentre Matteo d'Ambrosio ne è il direttore scientifico. La Fondazione è coordinata inoltre da un consiglio d'amministrazione, un comitato dei garanti, un consiglio di indirizzo scientifico e un'assemblea . Dal 2016 si è unita al progetto Polo del '900 spostando la sua sede in Via del Carmine 14 .
La Fondazione gestisce in Torino, dal 2014, anche il piccolo museo sorto nelle stanze dell'ex-Albergo delle Virtù (ora sede di un importante albergo) che ospitarono Antonio Gramsci durante il suo soggiorno universitario nel capoluogo torinese (1914-1922), dove fondò l’Ordine Nuovo .